# Дугненський завод
Дугненський завод (Верхньодугненський завод, нині ВАТ «Дугнинський механічний завод», рос. Дугненский (Верхнедугненский) завод, ОАО «Дугнинский механический завод») — одне з найдавніших промислових підприємств Росії.

## Історія

### XVIIIстоліття

Завод на старовинному фото

Підприємство заснували Микита Давидов та його син Григорій, за наказом Петра І 1707 року. 1709 року поряд із виробнею виникло селище Дугна.

### XXстоліття
З 1980 року підприємство було підпорядковане виробничому об'єднанню заводів «Ремдеталь».